# Spiral : Les Liens du raisonnement
Pour les articles homonymes, voir Spiral (homonymie).
Spiral : Les Liens du raisonnement (スパイラル～推理の絆, Spiral ~Suiri no Kizuna~) est un manga fantastique et policier écrit par Kyou Shirodaira et dessiné par Eita Mizuno. Il a été prépublié dans le magazine Monthly Shōnen Gangan de l'éditeur Square Enix entre février 2000 et octobre 2005, et a été compilé en un total de quinze tomes. La version française est éditée par Pika Édition.
Il a été adapté en anime de 25 épisodes produit par le studio J.C. Staff et diffusé initialement sur TV Tokyo.

## Synopsis
Narumi, un jeune garçon, hanté par le souvenir de son frère (un génie qui a disparu du jour au lendemain en laissant sa femme derrière lui), se retrouve impliqué dans une affaire étrange concernant des enfants spéciaux appelés les "blade children". Ceux-ci sont poursuivis et semblent posséder des informations sur le frère de Narumi. Narumi devra résoudre de nombreuses affaires créées principalement par les "blades children" dans le but de le tester. Narumi vit avec sa belle-sœur qui est une policière enquêtant souvent sur des affaires parallèles ou liées à celle de Narumi.

## Personnages
Narumi AyumuIl est connu comme le sauveur des Blades Children . Sa capacité de raisonnement hors norme lui permet de résoudre plusieurs crimes provoqués par Eyes qui veut le tester mais au cas où il ne serait pas chanceux l'éliminer.
Eyes RutherfordC'est un Blade Children, un joueur de piano très célèbre au Japon et partout dans le monde. Il n'hésitera pas à mettre en danger la vie de Ayumu pour savoir s'il est ou non "la clé" qui empêchera les Blade Children de sombrer.
Asazuki KousukeC'est un Blade Children aux cheveux rose et portant des lunettes rectangulaire descendant sur son nez. Il aime apparemment les jeux de cartes et se sert des points faibles de ses ennemis contre eux.
Takeuchi RioC'est une petite fille très mignonne de la même école que Ayumu. C'est aussi une tueuse, une des Blade Children. Elle élimine les témoins gênants avec toutes sortes de stratagèmes mais sa technique préférée c'est les bombes. Pour sortir d'une toile tissée par Ayumu pour trouver une Blade Children ayant tué un professeur, Imazaki-senseï, dans l'école elle n'hésitera pas à faire exploser se mutiler au péril de sa vie créant ainsi sa propre toile. La jeune fille a une confiance absolue dans ses capacités et dans sa chance.
Shiranagatani SayokoC'est la première Blade Children à apparaitre, un professeur tente de l'éliminer mais elle reste en vie. Ayumu est au début accusé mais finalement il se disculpe, ensuite cette jeune fille aura un meurtre dans sa maison. C'est la raison pour laquelle on la revoit plus tard. Elle a perdu la mémoire quand elle avait douze ans et est une enfant dont la mère est morte, habitant chez son grand-père.
Takamachi RyoukoC'est une athlète de son école mais c'est aussi une Blade Children. Elle a une relation étroite avec Kousuke, ils se connaissaient déjà avant. Elle est engagée par Rutherford après avoir perdu à un jeu contre lui alors qu'elle n'avait jamais perdu avant. Contrairement aux autres elle n'est pas une tueuse, elle préfèrerait se faire tuer plutôt que de tuer.
Kanone HilbertC'est un mystérieux personnage. Il est l'entraineur des Blade Children en même temps d'en être aussi un, c'est lui a appris aux Blade Children à se défendre, il est très proche de Eyes aussi. Mais il cache quelques secrets ... lesquels ? Il a disparu de plus pendant un certain temps et c'est lui qui avertit les Blade Children que " Le plus puissant des Hunters vas bientôt arriver ".

## Liste des épisodes
| No | Titre français                           | Titre japonais             | Titre japonais                  | Date de 1re diffusion |
| No | Titre français                           | Kanji                      | Rōmaji                          | Date de 1re diffusion |
| -- | ---------------------------------------- | -------------------------- | ------------------------------- | --------------------- |
| 1  | La spirale du destin                     | 運命の螺旋                 | Unmei no Rasen                  | 1er octobre 2002      |
| 2  | Maison de la mort Seijyu                 | 死の聖樹館                 | Shi no Seijukan                 | 8 octobre 2002        |
| 3  | Les enfants maudits                      | 呪われた子供たち           | Norowareta Kodomotachi          | 15 octobre 2002       |
| 4  | Le bonheur de ceux qui croient           | 信じる者の幸福             | Shinjirumono no Kōfuku          | 22 octobre 2002       |
| 5  | Le lieu d'exécution dans le brouillard   | 霧の死刑台                 | Kiri no Shikei dai              | 29 octobre 2002       |
| 6  | L'angle mort dans la toile close         | 包囲網の死角               | Houimou no Shikaku              | 5 novembre 2002       |
| 7  | Le choix de ceux qui ne croient pas      | 信じぬ者の選択             | Shinjinumono no Sentaku         | 12 novembre 2002      |
| 8  | Le jour des vaincus                      | 敗者ばかりの日             | Haisha Bakari no hi             | 19 novembre 2002      |
| 9  | Tout ce que tu peux faire                | きみにできるあらゆること   | Kimi ni Dekiru Arayurukoto      | 26 novembre 2002      |
| 10 | La seule façon de la faire               | たった一つの冴えたやり方   | Tatta Hitotsu no Saeta Yarikata | 3 décembre 2002       |
| 11 | Bonne nuit, mon cœur                     | グッドナイトスイートハーツ | Guddonaito Suītohātsu           | 10 décembre 2002      |
| 12 | Larmes séchées                           | 乾いた瞳                   | Kawaita Hitomi                  | 17 décembre 2002      |
| 13 | Ouverture ~Prélude~                      | Overture ～序曲～          | Overture -Jokyoku-              | 24 décembre 2002      |
| 14 | Tel le doux parfum d'une passion ardente | 甘き香り陽炎に似て         | Amaki Kaori Kagerou ni Nite     | 7 janvier 2003        |
| 15 | Comme un cygne                           | ライク・ア・スワン         | Raiku a Suwan                   | 14 janvier 2003       |
| 16 | Un visiteur inattendu                    | まねかれざる訪問者         | Marekarezaru Hōmonsha           | 21 janvier 2003       |
| 17 | Le scanner dans l'obscurité              | 暗闇のスキャナー           | Kurayami no Sukyanā             | 28 janvier 2003       |
| 18 | Un ange s'affligeant                     | 嘆きの天使                 | Nageki no Tenshi                | 4 février 2003        |
| 19 | Miroir du cœur                           | 心の鏡                     | Kokoro no Kagami                | 11 février 2003       |
| 20 | Les ombres qui murmurent                 | ささやく影                 | Sasayaku Kage                   | 18 février 2003       |
| 21 | Le son d'un cœur qui se brise            | 心の砕ける音               | Kokoro no Kudakeru Oto          | 25 février 2003       |
| 22 | Le masque tombe                          | 仮面の告白                 | Kamen no Kokuhaku               | 4 mars 2003           |
| 23 | Pluie éternelle                          | 止まない雨                 | Yamanai Ame                     | 11 mars 2003          |
| 24 | Le maître du haut château                | 高い城の男                 | Takai Shiro no Otoko            | 18 mars 2003          |
| 25 | Le son d'un iris qui se décongèle        | アヤメの凍て解く音         | Ayame no Itetoku Oto            | 25 mars 2003          |